# Kader Keïta (futbolista nacido en 2000)
Kader Keïta (Costa de Marfil, 6 de noviembre del 2000) es un futbolista marfileño. Su posición es la de mediocampista y su club es el Rapid de Bucarest de la Liga I.

## Trayectoria

### FC Sion
El 30 de agosto de 2021 se hace oficial su llegada al FC Sion a préstamo por un año con opción a compra.

### Sivasspor
El 24 de agosto de 2022 se hizo oficial su llegada al Sivasspor, firmando un contrato hasta el 2025.

## Estadísticas

### Clubes
Actualizado al último partido jugado el 4 de enero de 2023.
| Lille OSC II Francia | 4.ª           | 2018-19       | 3  | 0 | - | - | - | - | 3  | 0 | 0    |
| Lille OSC II Francia | Total club    | Total club    | 3  | 0 | 0 | 0 | 0 | 0 | 3  | 0 | 0    |
| KVC Westerlo · Bélgica | 2.ª           | 2019-20       | 22 | 0 | 3 | 0 | - | - | 25 | 0 | 0    |
| KVC Westerlo · Bélgica | 2.ª           | 2020-21       | 26 | 2 | 2 | 0 | - | - | 28 | 2 | 0,07 |
| KVC Westerlo · Bélgica | 2.ª           | 2021-22       | 2  | 0 | - | - | - | - | 2  | 0 | 0    |
| KVC Westerlo · Bélgica | Total club    | Total club    | 50 | 2 | 3 | 0 | 0 | 0 | 53 | 2 | 0,04 |
| F. C. Sion · Suiza | 1.ª           | 2021-22       | 6  | 0 | 1 | 0 | - | - | 7  | 0 | 0    |
| F. C. Sion · Suiza | Total club    | Total club    | 6  | 0 | 1 | 0 | 0 | 0 | 7  | 0 | 0    |
| Sivasspor Turquía | 1.ª           | 2022-23       | 11 | 0 | 1 | 0 | 5 | 0 | 17 | 0 | 0    |
| Sivasspor Turquía | Total club    | Total club    | 11 | 0 | 1 | 0 | 5 | 0 | 17 | 0 | 0    |
| Total carrera | Total carrera | Total carrera | 70 | 2 | 5 | 0 | 5 | 0 | 80 | 2 | 0,03 |
| (1) Incluye datos de Copa de Bélgica y Copa de Suiza. (2) Incluye datos de Liga Europa de la UEFA y Liga de Campeones de la UEFA. (3) No incluye goles en partidos amistosos. |               |               |    |   |   |   |   |   |    |   |      |